# Chị Dậu (phim)
Chị Dậu là một bộ phim nổi tiếng thuộc hàng những tác phẩm kinh điển của điện ảnh cách mạng Việt Nam thế kỷ 20. Phim được sản xuất năm 1980 bởi đạo diễn, Nghệ sĩ Nhân dân Phạm Văn Khoa dựa trên kịch bản là tiểu thuyết Tắt đèn của nhà văn Ngô Tất Tố. Nghệ sĩ Nhân dân Phạm Văn Khoa cũng chính là tác giả của bộ phim chuyển thể nổi tiếng khác về các đề tài trước Cách mạng là phim Làng Vũ Đại ngày ấy. Phim Chị Dậu cùng với phim Làng Vũ Đại ngày ấy (1982) của đạo diễn, Nghệ sĩ Nhân dân Phạm Văn Khoa được đánh giá là 2 trong số ít các tác phẩm điện ảnh Việt Nam đạt được thành công lớn về nhiều mặt khi khắc họa cuộc sống nông thôn cũng như nhiều tầng lớp khác nhau trong xã hội phong kiến nửa thuộc địa của Việt Nam trước Cách mạng Tháng tám (1945).

## Kịch bản
Bộ phim được đạo diễn, Nghệ sĩ Nhân dân Phạm Văn Khoa chuyển thể từ tiểu thuyết Tắt đèn nổi tiếng, được viết từ trước Cách mạng tháng Tám (1945) của nhà văn Ngô Tất Tố. Tên của phim cũng đồng thời là tên của nhân vật chính trong phim (cũng là nhân vật chính trong tác phẩm của Ngô Tất Tố) - Chị Dậu - do diễn viên Lê Vân vào vai.

## Vai diễn
- Lê Vân trong vai Chị Dậu
- Nguyễn Anh Thái trong vai Anh Dậu
- Nhà văn Nguyễn Tuân trong vai Chánh Tổng
- Nhà văn Kim Lân trong vai Lý Cựu
- Ngô Nam trong vai Nghị Quế
- Mai Châu trong vai vợ Nghị Quế
- Trịnh Thịnh trong vai Quan phủ
- Họa sĩ Đào Đức (kiêm vai trò họa sĩ thiết kế mỹ thuật phim) trong vai Thư ký

Cùng nhiều diễn viên khác...

## Dấu ấn
Trong lịch sử nghệ thuật Điện ảnh Việt Nam, đạo diễn Phạm Văn Khoa là người đầu tiên tái hiện lại các đề tài trước cách mạng, những tác phẩm văn học nổi tiếng trong dòng văn học hiện thực phê phán trước đây. Giá trị nổi bật trong các tác phẩm của ông đã đem lại "tiếng khóc" cho người xem, sự cảm thông, lòng nhân ái và cả sự căm giận, buộc con người phải suy nghĩ, phải hành động để thay đổi. Những sáng tạo nghệ thuật trong 2 tác phẩm Chị Dậu và Làng Vũ Đại ngày ấy của ông là những phẩm chất quý giá, đem lại cho tác phẩm những giá trị nghệ thuật và nhân văn, làm giàu có thêm về tính đa dạng trong màu sắc của nghệ thuật điện ảnh Việt Nam. Thông qua ngôn ngữ điện ảnh, đạo diễn Phạm Văn khoa đã một lần nữa làm sống lại những nhân vật như chị Dậu, Chí Phèo, Lão Hạc…
Quá trình dựng phim "Chị Dậu" cũng cho thấy tính trách nhiệm, tính chuyên nghiệp cao của một đạo diễn hàng đầu của nền điện ảnh cách mạng Việt Nam ở Nghệ sĩ Nhân dân Phạm Văn Khoa trong hoàn cảnh khó khăn của điện ảnh Việt Nam đầu những năm 1980. Khi bắt đầu làm phim, mặc dù mọi khâu đã hoàn tất nhưng vì chưa tìm được diễn viên ưng ý để vào vai chị Dậu nên 5, 6 năm ông vẫn kiên quyết không bấm máy cho đến khi gặp được nghệ sĩ Lê Vân, người đã được đạo diễn Phạm Văn Khoa lựa chọn vào vai chính trong bộ phim của ông. 

## Giải thưởng
- Bộ phim đã được trao Huy chương Vàng tại Liên hoan phim Nantes (Pháp)
- Đạo diễn, Nghệ sĩ Nhân dân Phạm Văn Khoa nhận Giải thưởng Nhà nước (2007) về Văn học - Nghệ thuật dành cho bộ 3 tác phẩm điển ảnh gồm Lửa trung tuyến (1961), Chị Dậu (1980) và Làng Vũ Đại ngày ấy (1982)